# Universidade de Ciência e Tecnologia do Irão

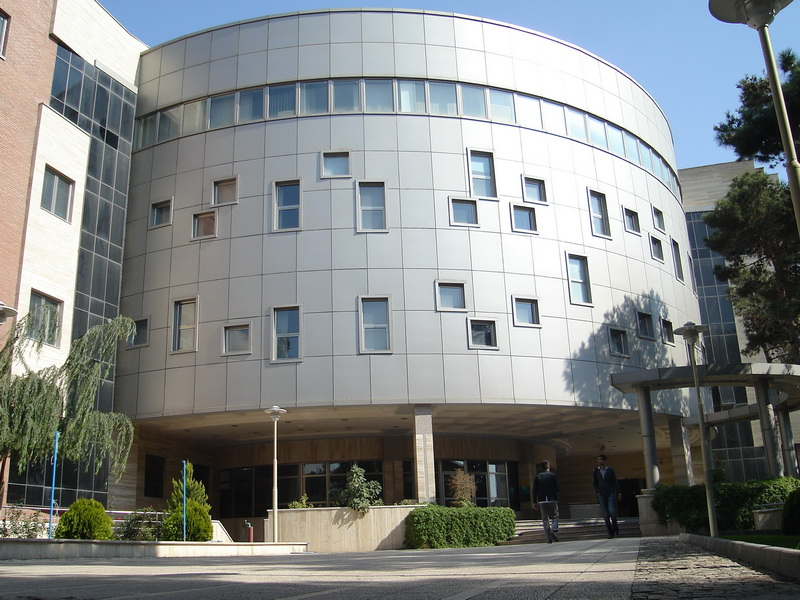
Departamento de computação.

A Universidade de Ciência e Tecnologia do Irã (em persa: دانشگاه علم و صنعت ایران) é uma universidade de engenharia e ciência do Irã, que oferece estudos de graduação e pós-graduação.